# Doli (Dubrovačko primorje)
Pour les articles homonymes, voir Doli.
Doli est une localité appartenant à la municipalité de Dubrovačko primorje et située dans le comitat de Dubrovnik-Neretva en Croatie. En 2021, le village compte 151 habitants.